# Representação política
Na política, representação descreve como alguns indivíduos atuam por outros, ou por um grupo, por determinado perído de tempo. Representação normalmente se refere a democracias representativas, em que os oficiais eleitos nominalmente falam por seus constituintes na legislatura. Geralmente, apenas a cidadãos é garantida a representação no governo na forma de direito a voto. Contudo, algumas democracias aumentaram esse direito ainda mais.

## Etimologia
A etimologia da representação é encontrada no latim, representatio, representationis, que, segundo Laudelino Freire, significa a "ação ou efeito de representar", "ser mandatário ou procurador", "fazer vezes de", "suprir falta de", "apresentar-se no lugar de". Assim o termo representação, no âmbito contratual, associa-se à figura da substituição na manifestação de vontade. 

## Conceito
Consoante José Antônio Giusti Tavares indica in "Sistemas Eleitorais nas Democracias Contemporâneas", "a representação política é uma relação entre o conjunto dos cidadãos que integram uma comunidade política nacional e os seus representantes, na qual os primeiros, enquanto comitentes e constituintes, autorizam os últimos a tomarem as decisões que obrigam em comum e universalmente a todos, nelas consentindo por antecipação e assumindo, cada um, todas as consequências normativas derivadas das decisões do corpo de representantes como se as tivesse efetiva e pessoalmente adotado, e na qual, por outro lado, cada um dos representantes se obriga a tornar efetivos, no corpo legislativo, ao mesmo tempo os valores fundamentais e comuns da ordem política e as concepções particulares acerca do interesse e do bem públicos daquele conjunto especial de constituintes que, com sua confiança, concorreram para a consecução de seu mandato." 
O conceito de representação, no sentido de algumas pessoas representando as outras, é uma ideia moderna. Quando se descreve os processos de democratização ocorridos ao longo do século XIX, basicamente está se tratando da ampliação do direito do povo de eleger os representantes e membros dos órgãos do Estado a representação política é o modo de o povo, titular do poder, agir ou reagir relativamente aos governantes e o voto, ato normalmente associado com a atual democracia é, não para decidir, mas sim para eleger quem deverá decidir.
Segundo Manoel Gonçalves Ferreira Filho a representação é definida como um vínculo entre os representantes e representados pelo qual os representantes agem em nome dos representados e devem trabalhar pelo bem dos comum e não pelo próprio. A ideia clássica de representação política é incita à de participação popular no governo, por intermédio de representantes eleitos, por meio do sufrágio universal. Representação, assim, está atrelada à ideia de democracia, de governo do povo.

## Teorias
Hanna Pitkin estabeleceu quatro teorias de representação em seus escritos filosóficos escrevendo sobre esse tema:
1. Representação Formalística
1. Autorização
2. Accountability

2. Representação Simbólica
3. Representação Descritiva
4. Representação Substantiva

### Representação Formalística
Os arranjos institucionais que precedem e iniciam a representação. Representação formal tem duas dimensões: autorizativa e accountability
1. Autorizativa - A forma como os representantes obtém seu status é a partir da autorização dos eleitores. Não existem parâmetros para a atuação do parlamentar, a sanção do eleitor garante liberdade.
2. Accountability - A habilidade dos constituintes de punir o representante por falhar no seu trabalho. Nesse caso, a responsividade do eleito é relevante na constituição do mandato, é preciso levar em conta os desejos das bases eleitorais.

### Representação Simbólica
Essa categoria é relativa ao significado, ao símbolo que o representante tem para aqueles sendo representados. 

### Representação Descritiva
Esse tipo de representação é caracterizada pelo espelhamento entre aquilo que é representado e o representante. Nesse caso, os interesses dos representantes devem ser idênticos aos do representado.

### Representação Substantiva
A representação substantiva é a condição em que o representante age pelo representado, em uma posição de autonomia. Se age no interesse do representado, considerando o melhor, em sua concepção. 

## Ver Também
Democracia
Quociente eleitoral
1. ↑  Freire, Laudelino. O Dicionário da Língua Portuguesa. [S.l.: s.n.]
2. ↑  Giusti Tavares, José Antônio (1994). Sistemas eleitorais nas democracias contemporâneas  teoria, instituições, estratégia. Rio de Janeiro: Relume Dumará. ISBN 8573160055 line feed character character in |título= at position 52 (ajuda)
3. ↑  FERREIRA FILHO, Manoel Gonçalves . A representação política e o sistema distrital misto. Revista de Informação Legislativa, v. 78, p. 1, 1983.
4. ↑  «Political Representation - Stanford Encyclopedia of Philosophy»